# Marxalenes Park
Marxalenes Park är en park i Spanien.   Den ligger i provinsen Província de València och regionen Valencia, i den östra delen av landet, 300 km öster om huvudstaden Madrid. Marxalenes Park ligger 19 meter över havet.
Terrängen runt Marxalenes Park är platt. En vik av havet är nära Marxalenes Park österut. Runt Marxalenes Park är det mycket tätbefolkat, med 5 021 invånare per kvadratkilometer. Närmaste större samhälle är Valencia, 1,9 km söder om Marxalenes Park. Runt Marxalenes Park är det i huvudsak tätbebyggt.